# パーヴェル・キセリョフ
パーヴェル・ドミートリエヴィチ・キセリョフ伯爵（ロシア語: Павел Дмитриевич Киселёв、ラテン文字表記の例：Pavel Dmitrievich Kiselyov、1788年1月8日 — 1872年11月14日）は、ロシア帝国の軍人、政治家、外交官。ニコライ1世の時代に開明的な改革派として活躍し、農奴制の制限案などの作成で知られる。

## 軍人時代
ナポレオン戦争に従軍し勲功を上げた。ボロジノの戦いではミハイル・ミロラドヴィチ将軍の下で、副官を務めた。1814年のパリ入城にも参加し、皇帝アレクサンドル1世の副官を務めた。
1819年ロシア第二軍参謀長に任命されトゥーリチンに赴任した。第二軍参謀長時代に軍内部における体罰の有罪化や、将兵の勤務の緩和などを実施した。これら一連の試みはキセリョフがその後に行った自由主義的改革の嚆矢となったが、キセリョフの行為は、アレクサンドル1世の寵臣として権勢を振るっていた陸軍大臣アレクセイ・アラクチェーエフの憎悪を買うこととなった。また、後にデカブリストの乱の首謀者として処刑されたパーヴェル・ペステリ大佐は、トゥルチンでキセリョフの下僚として勤務し目をかけられていた。ペステリらはトゥーリチンでデカブリストの秘密結社「南方結社」を結成したため、最終的には不問に付されたものの、反乱事件に対してキセリョフの自由主義的な思想と行動がどれだけ影響を与えたか、キセリョフ自身の関与の有無を含めて議論となった。

## ワラキアとモルダヴィアの統治
1828年、露土戦争でロシア軍が占領したワラキア、モルダヴィア両地方の統治を命じられた。キセリョフは1834年にを解かれるまで事実上、ドナウ公国群の支配者として君臨した。なお、キセリョフの後は、オスマン帝国のマフムト2世によってワラキア、モルダヴィア両公国の公が封じられている。
キセリョフの統治下で両公国は、最初の憲法にあたるレグラメントゥル・オルガニク（国家組織法）が施行された（1831年ワラキア、1832年モルダヴィア）。同法は1859年のルーマニア王国成立まで1848年のワラキア革命による一時的な中断を挟んで存続した。同法は様々な欠点にもかかわらず経済社会的な影響を後世まで及ぼした。
キセリョフはまた、ブカレストの道路建設にも力を入れ、市民からキセリョフ通りの名で呼ばれ、勝利通りの北に続き、博物館や美術館、公園などが多くある。

## 農奴解放の計画
1835年任務を終えてサンクトペテルブルクに帰還したキセリョフは、国家評議会議員に選出されるとともに、農奴解放秘密委員会に委員として所属し、翌1836年農奴制制限のための改革案をニコライ1世に提出した。この改革案はキセリョフの起案に基づいたものでキセリョフは早くも1816年頃には農奴解放について念頭にあったとされる。しかし、この改革案は地主層の激しい反対を呼び起こし結局、ニコライ1世は凍結せざるを得なくなった。
1838年国家資産大臣（国有財産大臣）に就任する。1839年勲功により伯爵に叙せられる。国家資産相としては国有地農民（農奴）関係行政について管理体制の改善など改革を実施した。また、農奴の子どもの教育に熱意を見せ学校を建設した。これらの学校は「キセリョフ学校」の名で呼ばれた。しかし、その一方でニコライ1世の治世は反動・保守主義者の勢力が強く、キセリョフの改革もこれら保守勢力によって掣肘され、閣僚としては充分に腕を振るうことができなかった。1855年ニコライ1世が崩御し、アレクサンドル2世が即位するとキセリョフは新帝の命で全権大使に任命されクリミア戦争の講和のためパリに急派された。その後1862年に健康上の理由で退官するまで外務省に籍を置き、以後も帰国することなくパリで過ごした。1872年11月14日パリで死去した。
キセリョフにはポーランドのシュラフタ出身であるソフィア夫人との間に一子がいたが夭折した。キセリョフ夫妻は甥に当たるミリューチン家の一族とその後を過ごした。そしてドミトリーとニコライのミリューチン兄弟は、アレクサンドル2世の大改革で弟のニコライは農奴解放令の作成に、兄のドミトリーは陸軍大臣として軍制改革にそれぞれ当たった。